# أليسيا بوتو
أليسيا بوتو (بالإنجليزية: Alicia Poto)‏ مواليد 28 مايو 1978، هي لاعبة كرة سلة أسترالية. مثلت منتخب بلادها. شاركت في دورة الألعاب الأولمبية الصيفية سنة 2004 وحققت فيها الميدالية الفضية.

## الميداليات
| الميدالية | المسابقة                                    |
| --------- | ------------------------------------------- |
| فضية      | كرة السلة في الألعاب الأولمبية الصيفية 2004 |

## روابط خارجية
- أليسيا بوتو على موقع الاتحاد الدولي لكرة السلة (الإنجليزية)
- أليسيا بوتو على موقع كرة السلة الأوروبية.كوم (الإنجليزية)
- أليسيا بوتو على موقع سبورتس رفرنس (الإنجليزية)
- أليسيا بوتو على موقع اللجنة الأولمبية الدولية (الإنجليزية)
- أليسيا بوتو على موقع أوليمبيديا (الإنجليزية)
- أليسيا بوتو على موقع اللجنة الأولمبية الأسترالية (الإنجليزية)